# Atalomicria banjdjalama
Atalomicria banjdjalama is een haft uit de familie Leptophlebiidae. De wetenschappelijke naam van de soort is voor het eerst geldig gepubliceerd in 1993 door Campbell & Peters.
De soort komt voor in het Australaziatisch gebied.